# 黄花木蓝
黄花木蓝（学名：Indigofera dumetorum）为豆科木蓝属下的一个种。

## 扩展阅读
- 維基物種上的相關：黄花木蓝